# Isolotto dello Sparviero
L'Isolotto dello Sparviero è una piccola isola del Mar Tirreno, situata di fronte alla costa toscana di Punta Ala, rispetto alla quale si trova a sud-ovest. Rientra nei confini amministrativi del comune di Castiglione della Pescaia. Dai locali è frequentemente chiamato Isolotto della Troia, toponimo derivante dalla corruzione fonetica dell'antico Portus Traiani ricordato dalle fonti latine. La tradizione popolare invece lo indica come derivante dai piccoli scogli allineati su di un lato che ricorderebbero dei porcellini intenti a succhiare il latte dalla madre.

## Caratteristiche
L'isola, prevalentemente rocciosa, è nota fin dall'epoca tardomedievale, per la presenza di una torre di avvistamento, la Torre degli Appiani, che costituiva uno degli avamposti meridionali del Principato di Piombino.
Disabitata e priva di altre strutture architettoniche, l'isolotto è caratterizzato dalla presenza di gabbiani che vi nidificano, oltre ad essere un luogo caratteristico per le immersioni subacquee. Adagiate sui suoi fondali del lato ovest, cioè verso la terraferma, fino ad alcuni anni fa si potevano ammirare alcune anfore onerarie romane ancora intatte, testimonianza di un antico naufragio.